# ماري ليندغرين
ماري ليندغرين (بالسويدية: Marie Lindgren)‏ هي متزحلقة حرة سويدية، ولدت في 26 مارس 1970 في السويد.

## وصلات خارجية
- ماري ليندغرين على موقع الاتحاد الدولي للتزلج (التزلج الحر) (الإنجليزية)
- ماري ليندغرين على موقع اللجنة الأولمبية الدولية (الإنجليزية)
- ماري ليندغرين على موقع أوليمبيديا (الإنجليزية)
- ماري ليندغرين على موقع اللجنة الأولمبية السويدية (السويدية)